# Бордоський трамвай
44°50′19″ пн. ш. 0°34′42″ зх. д. / 44.838611111111° пн. ш. 0.57833333333333° зх. д.
Бордоська трамвайна мережа (фр. Tramway de Bordeaux) складається з чотирьох ліній, що обслуговують місто Бордо у Новій Аквітанії на південному заході Франції. Довжина колії 77,5 км, обслуговує 133 зупинки.
Перша лінія трамвайної мережі Бордо відкрилася 21 грудня 2003 року. Система використовує наземну систему електроживлення у центрі міста.

## Історія

### Перший трамвай

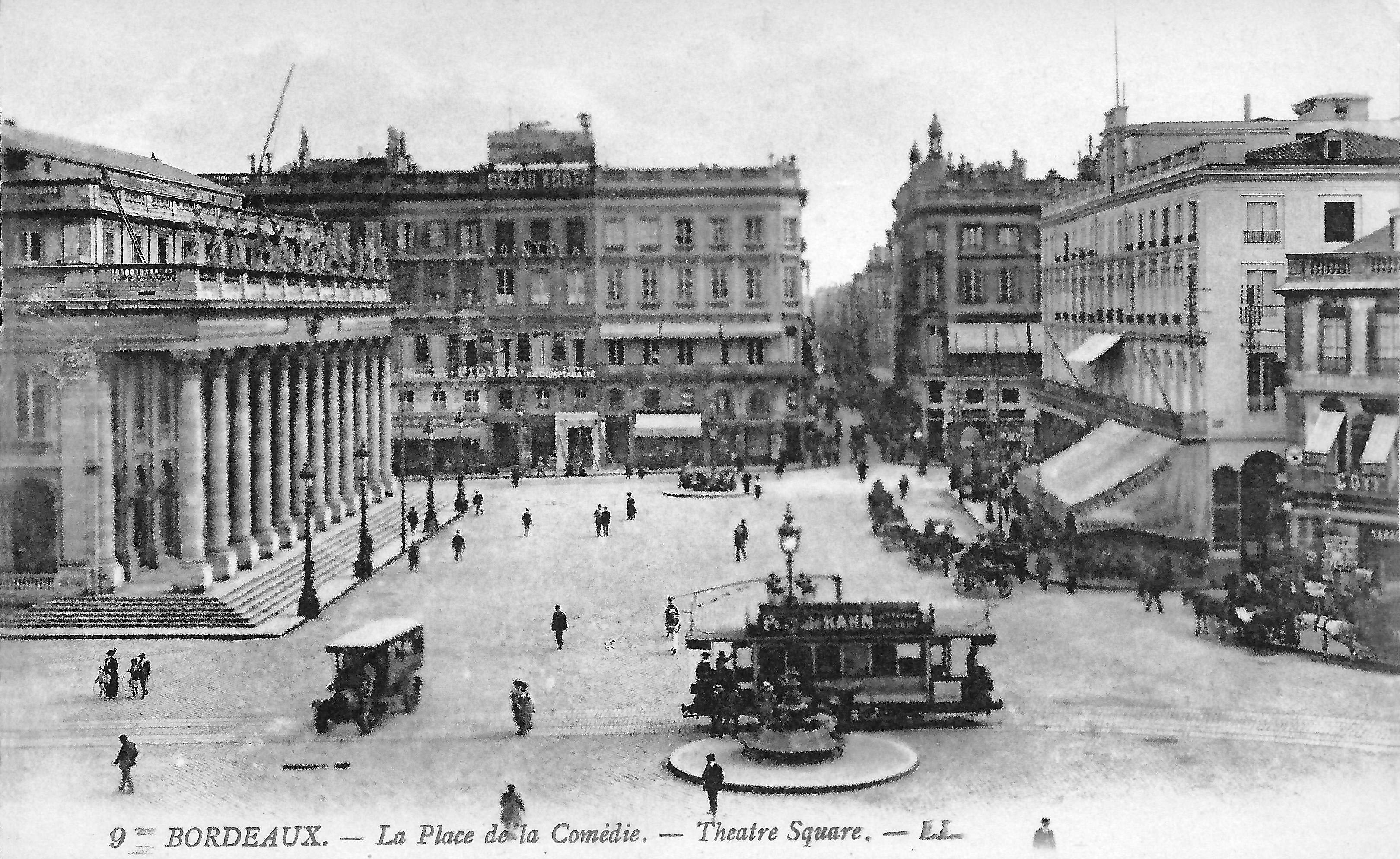
Трамвай на площі Комеді в 1900-х

Першою послугою громадського транспорту в Бордо був омнібус, запряжений конями, запроваджений в 1830 році. В 1880 році був введений перший кінний трамвай, зрештою 752 коні були використані для руху 71 трамваїв. Кінний трамвай був обмежений містом Бордо. Перший електричний трамвай був запроваджений в сусідніх передмістях в 1890 році. Кінні трамваї міста замінили електричними трамваями в 1900 р.
В 1920 р. трамвайні лінії були об'єднані, це дозволило розширити мережу. До 1946 року мережа громадського транспорту в Бордо мала 38 трамвайних ліній загальною довжиною 200 км перевозила 160 000 пасажирів на день. На деяких дільницях із успіхом використовувалася елементарна система наземного електропостачання.
Мер Жак Шабан-Дельмас (вперше обраний у 1947 р.) вирішив припинити експлуатацію трамвайної мережі. Він вважав, що трамвай є старомодним порівняно з автобусом, і його колії на землі перешкоджають збільшенню потоку автомобілів. В 1958 році останню лінію трамвая закрили.

### Без трамвайної мережі
До 1970-х років провал транспортної політики «всіх автомобілів» став очевидним. Було втілено грандіозну автоматизовану схему підземної залізниці, що використовує систему Véhicule Automatique Léger (VAL) 
Бордо довелося почекати до 1995 року та обрання мера Алена Жуппе до того, як ситуація буде вирішена. Після двох років обговорення міська громада Бордо прийняла план руху трамваїв у 1997 році.

### Новий трамвай— 1 етап
Будівництво нової трамвайної мережі розпочато у лютому 2000 року. У травні 2000 року було підписано контракт з Alstom на постачання рухомого складу, а в жовтні була прокладена перша колія. Будівництво та випробування тривали протягом 2001—2003 рр., А перша дільниця трамвайної мережі відкрилася 21 грудня 2003 року у присутності президента Жака Ширака та мера міста Бордо Алена Жуппе . Нещодавно відкрита дільниця, відома як лінія А, пролягала від Лормон- Лор'є та Ла-Морлетт до Меріадека.
Відкриття першої дільниці трамвайної лінії А відбулося 24 квітня 2004 року. Лінія B пролягала від Кенконс до Сен-Ніколя, тоді як лінія C проходила від Кенконс до станції Сен-Жан. 3 липня 2004 року лінію В було продовжено від Сен-Ніколя до Буньяра. У вересні 2005 року лінію А було продовжено з Меріадека до Сен-Августина.
З продовженням лінії А до Сен-Огюстина перший етап нової Бордоської трамвайної мережі було завершено. Мережа мала 24.3 км завдовжки, 53 трамвайних зупинок, а вартість будівництва дорівнювала 690 млн євро.

### Новий трамвай— 2 етап
Підготовчі роботи до другої черги трамвайної мережі розпочались у 2004 році, а будівельні роботи розпочались у жовтні 2005 року. Етап складався із низки поступових продовжень існуючих ліній, що відкривалися у 2007 та 2008 років:
- 27 лютого 2007 року лінія A була продовжена з La Morlette до Floirac Dravemont.
- 29 травня 2007 року лінію В було продовжено з Буньяра до центру Пессак.
- 21 червня 2007 року лінія А була продовжена від Сен-Августина до центру Мериньяк.
- 27 липня 2007 року лінію B було продовжено з Кенконс до Bassins à Flot.
- 19 листопада 2007 року лінія C була продовжена з Кенконс до Grand-Parc.
- 27 лютого 2008 року лінія С була продовжена від Гран-Парку до Ле-Об'є і від вокзалу Сен-Жан до Террес-Нов.
- 31 червня 2008 року лінія А була продовжена з Лормон-до Ла Гардетта — Бассен — Карбон Блан.
- 20 жовтня 2008 року лінію B було продовжено з Bassins à Flot до Claveau.

Після завершення 2 лінії додано 36 нових станцій та 19,6 км додаткових колій до трамвайної системи.

### Новий трамвай— 3 етап
Планування 3 лінії трамвайної мережі розпочалось у 2008 році. Декларація про продовження ліній A, B і C була підписана префектом 24 грудня 2010 року, а потім — про нову лінію D 30 листопада 2011 року. Підготовчі роботи для продовження ліній A, B та C розпочались на початку 2011 року, тоді як перші підготовчі роботи на лінії D розпочались у серпні 2013 року з проведення археологічних досліджень. Були певні юридичні затримки: декларація про публічну корисність лінії D та продовження лінії С до трамвайної зупинки Gare de Blanquefort були скасовані Адміністративним трибуналом Бордо 23 жовтня 2014 року перед відновленням апеляційним адміністративним судом Бордо. 21 липня 2015 р.
Розширення до існуючих ліній відкрилося наступним чином:
- 1 лютого 2014 року лінію С було продовжено з Ле-Об'є до Берже-дю-Лак.[4]
- 20 червня 2014 року лінію В було продовжено з Клаво до Бержес-де-ла-Гаронна.[5]
- 24 січня 2015 року лінія С була продовжена з Берж-дю-Лак до Виставкового парку.
- 24 січня 2015 року лінію А було продовжено з центру Мериньяка до Ле-Аян-Ростан.[6]
- У березні 2015 року лінію С було продовжено з Террес-Нев до ліцею Вацлава Гавела.[7]
- У квітні 2015 року відкрито нову гілку лінії B від Буньяра до Франс-Алуе.[8]
- 17 грудня 2016 року було відкрито нову гілку лінії С від Кракові до Гар-де-Бланкфор.[9][10]
- 2 лютого 2019 року лінія С була продовжена з ліцею Вацлава Гавела до Вільнав-Піреней.[11]

Нова трамвайна лінія D була відкрита у два етапи — 14 грудня 2019 року та 29 лютого 2020 року. Ці нові 9.8 км лінія прокладено від Карле-Верне на північний захід від Бордо через Ле-Бускат, Брюж та Езін, закінчуючись на Езін-Кантіноль. Перші кілометри від Карла-Верне до Кенконс використовує колії спільно з лінією С, єдиною дистанцією трамвайної мережі Бордо, де дві лінії використовують спільно колії. Будівництво нової лінії починається з 2017 року.

## Мережа
Мережа налічує чотири лінії загальною довжиною маршруту 77,5 км. Маршрути обслуговують 130 трамвайних зупинок, з урахуванням дев'яти зупинок на дільниці колії, яку розділяють лінії C і D, і трьох пунктів у в центрі міста.
| Лінія | Довжина | Станції | Маршрут                                                                                |
| ----- | ------- | ------- | -------------------------------------------------------------------------------------- |
| A     | 24.2 км | 46      | Le Haillan Rostand / Pin Galant ↔ La Gardette Bassens Carbon-Blanc / Floirac Dravemont |
| B     | 19.5 км | 37      | Berges de la Garonne / La Cité du Vin ↔ France Alouette / Pessac Center                |
| C     | 19.4 км | 35      | Gare de Blanquefort / Parc des Expositions ↔ Gare de Bègles / Villenave Pyrénées       |
| D     | 9.8 км  | 24      | Eysines Cantinolle / Hippodrome ↔ Carle Vernet                                         |

### Лінія A
Лінія A починається від Le Haillan Rostand у західному передмісті Бордо і прокладена у східному напрямку до центру міста. Проміжна кінцева станція проходить біля Pin Galant, де закінчуються трамвайні колії зі сходу. У центрі міста він перетинається з лінією B поблизу Ратуші та лініями C та D у Порт-де-Бургунья. Потім вона перетинає річку Гарона на мосту Пон-де-П'єр і біжить на схід до Буттіньєра. Далі лінія ділиться на дві гілки, одна йде на північ до La Gardette Bassens Carbon-Blanc, а друга на південь до Floirac Dravemont.
Лінія 24.2 км в довжину має 46 трамвайних зупинок. Лінія є двоколійною на всьому шляху, за винятком підходу до термінальної платформи на Le Haillan Rostand, яка має форму одноколійної заглушки.
З понеділка по п'ятницю трамваї курсують принаймні кожні п'ять хвилин між Клаво і Буньяром, а кожні десять хвилин курсують поїзди на гілках. Служби працюють рідше рано вранці, пізно ввечері, у вихідні та святкові дні.

### Лінія B
Лінія В починається у Berges de la Garonne на півночі Бордо і проходить у південному напрямку до центру міста, проходячи паралельно лівому берегу річки Гаронни. У центрі міста лінія перетинається та має розв'язку з лініями C та D у Кенконс та лінією A у Hôtel de Ville . Потім вона проходить на південний захід до Bougnard . Тут лінія ділиться на дві гілки, одна йде на північ до Pessac Centre а друга на захід, до France Alouette.
Лінія — 19.5 км обслуговує 37 трамвайних зупинок. Лінія є двоколійною між Ла Сіте-дю-Він та Буньяром, включає ділянки двонаправленої одиночної колії у своїх гілках та зовнішніх ділянках. На північ від La Cité du Vin лінія перетинає вхідний шлюз до площі Басінів, трамваї рухаються через міст у нижньому кінці замку, якщо головний міст відкритий.
З понеділка по п'ятницю трамваї курсують принаймні кожні п'ять хвилин між Кракові і станцією де Бель, а кожні десять хвилин курсують поїзди на гілках та зовнішніх ділянках. Служби працюють рано вранці, пізно ввечері, у вихідні та святкові дні.

### Лінія С
Лінія С починається двома гілками на північ від Бордо. Одна гілка починається від Parc des Expositions і веде на південь до Краковіа. Інша гілка починається від Gare de Blanquefort і проходить вздовж лінії аж до Аузоне, звідки слідує за непрацюючою залізничною лінією до Кракові. Комбінована лінія проходить на південь до центру міста. У центрі міста вона сполучається з лінією D у Кенконс, де також має розв'язку з B. Лінії С і D продовжують рухатись на південь разом і діляться розв'язкою з лінією А у Порт-де-Бургундія та з головним залізничним вокзалом у місті Сен-Жан . Проміжний кінцевий термінал проїжджає біля Gare de Bègles, де закінчуються деякі трамваї з півночі, перед тим, як кінцевий пункт дійде до Піренеїв Вільленаве.
Лінія — 19.4 км обслуговує 35 трамвайних зупинок. Лінія є подвійною колією між Кракові та Гаром де Бегле, але включає значні ділянки двонаправленої одиночної колії у своїх гілках та зовнішніх ділянках. Ділянка вздовж лінії до Пуент-де-Грей є одноколійною, що має той самий перехід, що і основна залізниця (також одноколійною). Цей ділянку іноді називають Tram train du Médoc, хоча вона не відповідає звичайному визначенню трамвайного поїзда, оскільки трамвай та поїзд не мають спільної колії.
Більшу частину дня з понеділка по п'ятницю трамваї курсують щонайменше кожні вісім хвилин між Іпподромом і Карлом Верне, а трамваї їдуть кожні п'ятнадцять хвилин за межі Іподрому. Служби працюють рідше рано вранці, ввечері, у вихідні та святкові дні.

### Лінія D
Лінія D починається від Eysines Cantinolle на північний захід від Бордо і йде в південно-східному напрямку до центру міста. Кінцева станція знаходиться на Іподромі, де закінчують шлях деякі трамваї з півдня. У центрі міста вона поєднується з лінією C на Кенконс, де також має спільний шлях з B. Лінії С і D рухаються на південь разом і діляться розв'язкою з лінією А у Порт-де-Бургундія та з головним залізничним вокзалом містаСен-Жан . Лінія закінчується на Carle Vernet.
Лінія довжиною 9,8 км обслуговує 24 трамвайні зупинки. Лінія проходить між іподромом і Carle Vernet, поєднує значні ділянки двобічної однієї доріжки між Езін Cantinolle і іподрому.

## Вдосконалення
Особливістю нової трамвайної мережі Бордо є система наземного електропостачання, яка використовується в центрі міста. Було багато несправностей при першому введенні. Вдосконалення підвищило надійність, і мережа зараз є одним із головних плюсів Бордо, дає можливість жителям міста легко перебиратися, але й за внесок у естетику міста. Нові трамваї — важлива частина стратегії перединамізації туризму в Бордо. Три лінії були продовжені в 2007 і 2008 роках, щоб дістатися до кількох житлових комплексів, а також передмістя Мериньяка. Вся система знаходиться під відеоспостереженням, камери встановлені всередині кожного трамвая.

### Години роботи
Трамваї курсують на всіх лініях приблизно з 4.30 ранку до півночі, сім днів на тиждень, а по четвергах, п'ятницях та суботах приблизно до 1:30 опівночі. На всіх зупинках є панелі, що відображають час очікування наступного трамвая. У неділю та святкові дні трамваї курсують що 30/40 хвилин приблизно до 10:00 ранку, а потім що 20 хвилин. У будні трамваї курсують що 10 — 12 хвилин з додатковим обслуговуванням під час особливих подій.

### Рух
У 2018 році трамвайна система перевезла 96,77 млн пасажирів.

### Електроенергія / Наземне джерело живлення

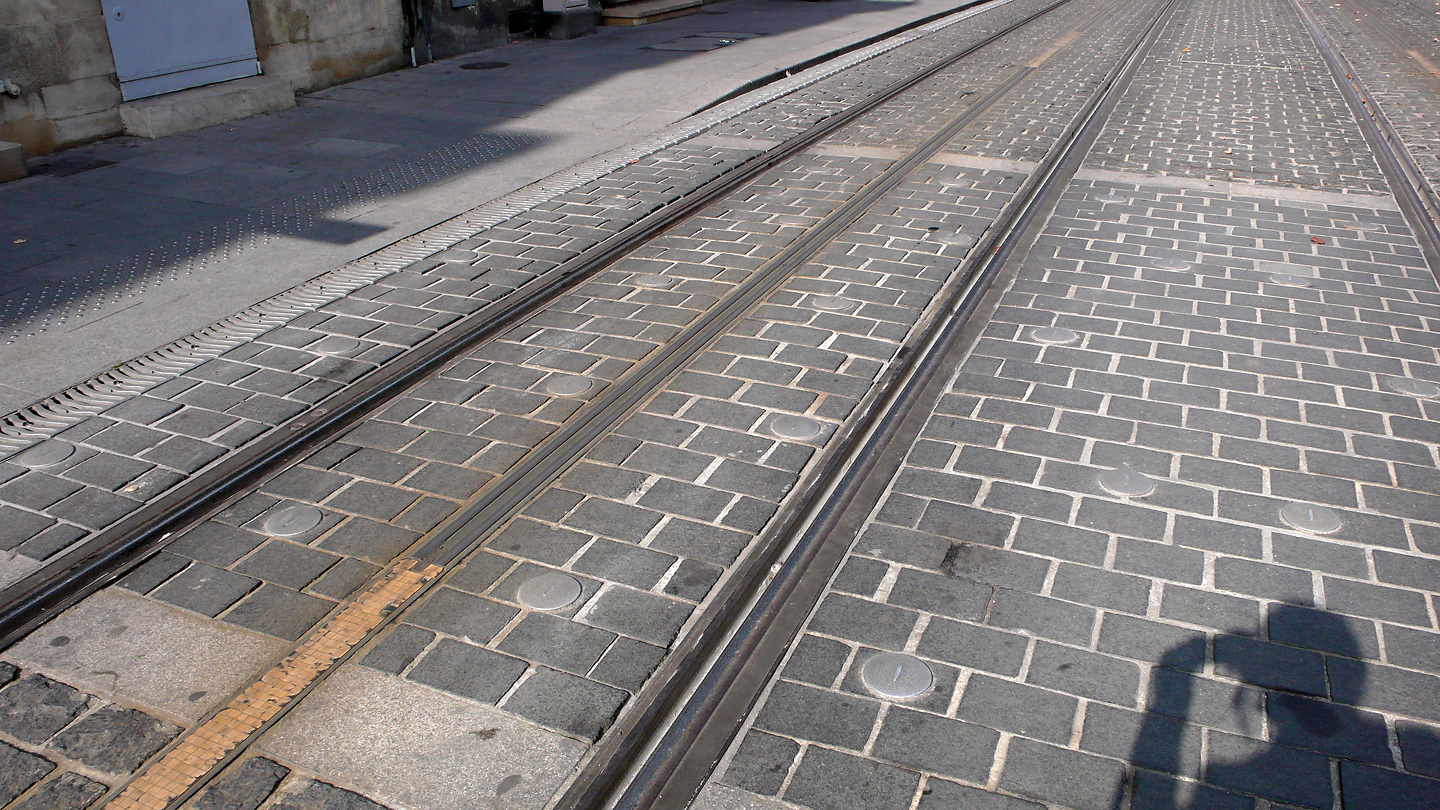
Центральна рейка системи APS

Частина системи використовує систему наземного електропостачання Alstom APS. Надземного дроту немає, живлення подається центральною рейкою, частина безпосередньо під трамваєм знаходиться під напругою. Це запобігає ураженню електричним струмом пішоходів та тварин. 

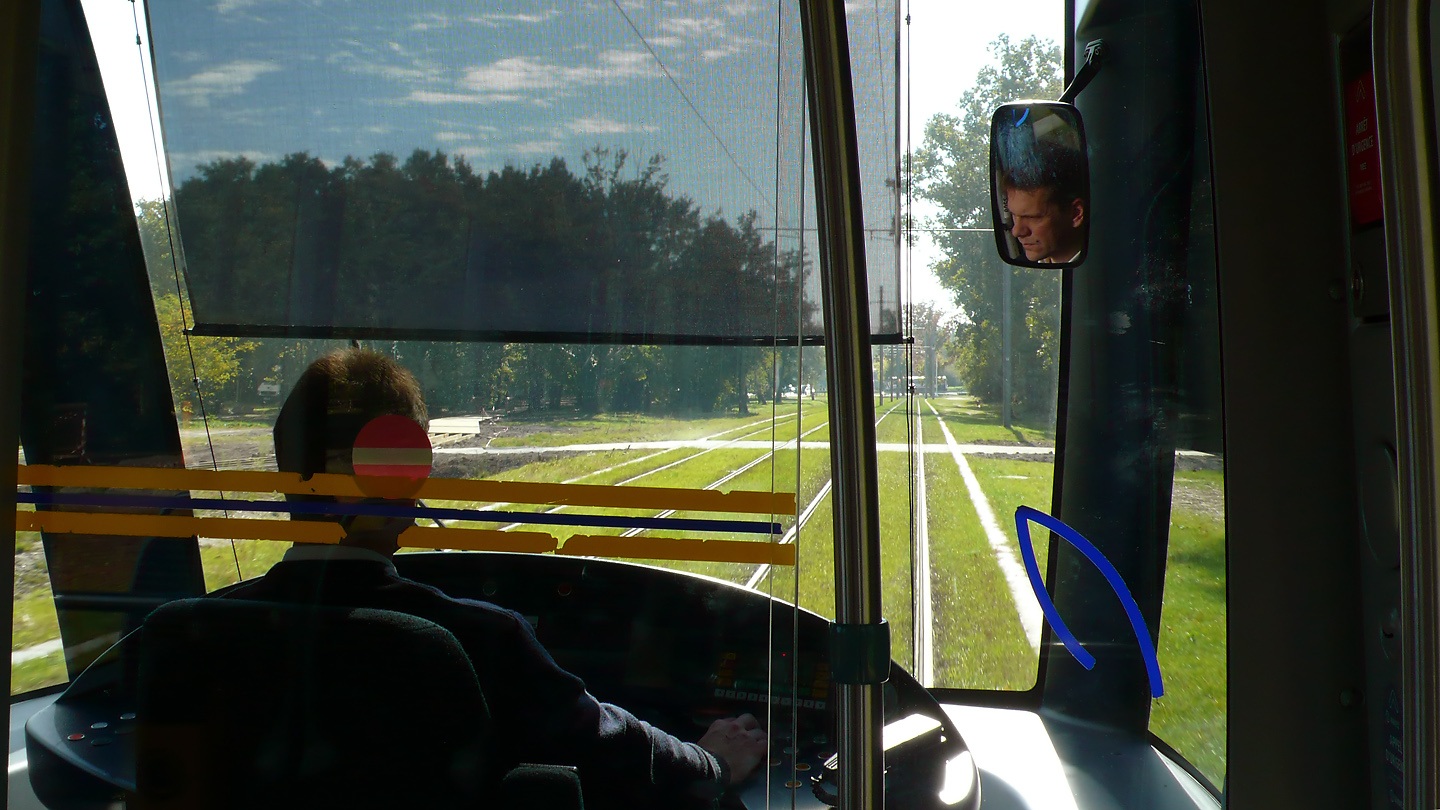
Відсік для водія

Станом на  лютий 2020, парк складається з 130 трамваїв Alstom Citadis, поставлених у період з 2000 по 2020 рік:
- 118 Citadis 402 — довжина: 43,9 м, ширина: 2,4 м, вага: 54,9 тонни. 7 сегментів з 4 візками та 3 двигунами та потужністю 720 кВт. Ці трамваї можуть перевезти максимум 300 пасажирів і використовуються на всіх лініях.
- 12 Citadis 302 — довжина: 32,8 м, ширина: 2,4 м, вага: 41,3 тонни. 5 сегментів з 3 візками та 2 двигунами та 480 кВт потужності. Ці трамваї можуть перевезти максимум 218 пасажирів з 48 сидячими. Ці трамваї зазвичай використовуються на лінії С.

Усі трамваї мають кондиціонер і низьку підлогу. Рейки стандартної колії 1.435 мм, а напруга становить 750 В постійного струму. Максимальна швидкість — 60 км / год з прискоренням 1,15 м / с² Уповільнення, отримане при екстреному гальмуванні, становить 2,85 м / с².

### Депо
Трамвайні депо розташовані за адресами:
- Rue Achard, поруч із трамвайною зупинкою Rue Achard на лінії B
- La Jallere, до якої можна дістатися на 1 км лінія від Parc des Expositions - трамвайна зупинка Stade Matmut-Atlantique на лінії C